# Campionati mondiali di judo 2018
I campionati mondiali di judo 2018 si sono svolti a Baku, in Azerbaigian, dal 20 settembre al 27 settembre 2018 presso la National Gymnastics Arena.

## Programma
Tutti gli orari sono locali (UTC+4).
| Data         | Ora inizio | Categoria      |
| ------------ | ---------- | -------------- |
| 20 settembre | 10:00      | Uomini −60 kg  |
| 20 settembre | 10:00      | Donne −48 kg   |
| 21 settembre | 10:00      | Uomini −66 kg  |
| 21 settembre | 10:00      | Donne −52 kg   |
| 22 settembre | 10:00      | Uomini −73 kg  |
| 22 settembre | 10:00      | Donne −57 kg   |
| 23 settembre | 10:00      | Uomini −81 kg  |
| 23 settembre | 10:00      | Donne −63 kg   |
| 24 settembre | 10:00      | Uomini −90 kg  |
| 24 settembre | 10:00      | Donne −70 kg   |
| 25 settembre | 10:00      | Uomini −100 kg |
| 25 settembre | 10:00      | Donne −78 kg   |
| 26 settembre | 10:00      | Uomini +100 kg |
| 26 settembre | 10:00      | Donne +78 kg   |
| 27 settembre | 10:00      | Squadre miste  |

## Medagliere
| Posizione | Paese                | Oro | Argento | Bronzo | Totale |
| --------- | -------------------- | --- | ------- | ------ | ------ |
| 1         | Giappone             | 8   | 5       | 4      | 17     |
| 2         | Corea del Sud        | 2   | 0       | 2      | 4      |
| 3         | Francia              | 1   | 2       | 2      | 5      |
| 4         | Georgia              | 1   | 1       | 1      | 3      |
| 5         | Iran                 | 1   | 0       | 1      | 2      |
| 5         | Ucraina              | 1   | 0       | 1      | 2      |
| 7         | Spagna               | 1   | 0       | 0      | 1      |
| 8         | Cuba                 | 0   | 2       | 0      | 2      |
| 9         | Russia               | 0   | 1       | 3      | 4      |
| 10        | Paesi Bassi          | 0   | 1       | 2      | 3      |
| 11        | Azerbaigian          | 0   | 1       | 1      | 2      |
| 11        | Kazakistan           | 0   | 1       | 1      | 2      |
| 13        | Gran Bretagna        | 0   | 1       | 0      | 1      |
| 14        | Mongolia             | 0   | 0       | 3      | 3      |
| 15        | Turchia              | 0   | 0       | 2      | 2      |
| 16        | Argentina            | 0   | 0       | 1      | 1      |
| 16        | Bosnia ed Erzegovina | 0   | 0       | 1      | 1      |
| 16        | Canada               | 0   | 0       | 1      | 1      |
| 16        | Colombia             | 0   | 0       | 1      | 1      |
| 16        | Germania             | 0   | 0       | 1      | 1      |
| 16        | Slovenia             | 0   | 0       | 1      | 1      |
| Totale    | Totale               | 15  | 15      | 30     | 60     |

Una medaglia di bronzo contata per la Corea del Sud è stata vinta dal team unificato delle due Coree.

## Risultati[2]

### Uomini
| Evento        | Oro                     | Argento                   | Bronzo                                      |
| fino a 60 kg  | Naohisa Takato          | Robert Mšvidobadze        | Ryuju Nagayama Amiran P'ap'inashvili        |
| fino a 66 kg  | Hifumi Abe              | Yerlan Serikzhanov        | Heorhij Zantaraja An Ba-ul                  |
| fino a 73 kg  | Chagrim An              | Soichi Hashimoto          | Hidayət Heydərov Mohammad Mohammadi         |
| fino a 81 kg  | Saeid Mollaei           | Sotaro Fujiwara           | Alexander Wieczerzak Vedat Albayrak         |
| fino a 90 kg  | Nikoloz Sherazadishvili | Ivan Felipe Silva Morales | Kenta Nagasawa Axel Clerget                 |
| fino a 100 kg | Cho Gu-ham              | Varlam Lip'art'eliani     | Nijaz Il'jasov Lkhagvasürengiin Otgonbaatar |
| oltre 100 kg  | Guram Tushishvili       | Ushangi Kokauri           | Hisayoshi Harasawa Ulziibayar Duurenbayar   |

### Donne
| Evento       | Oro                 | Argento             | Bronzo                                 |
| fino a 48 kg | Dar"ja Bilodid      | Funa Tonaki         | Paula Pareto Galbadrakhyn Otgontsetseg |
| fino a 52 kg | Uta Abe             | Ai Shishime         | Amandine Buchard Érika Miranda         |
| fino a 57 kg | Tsukasa Yoshida     | Nekoda Smythe-Davis | Christa Deguchi Dorjsürengiin Sumiyaa  |
| fino a 63 kg | Clarisse Agbegnenou | Miku Tashiro        | Juul Franssen Tina Trstenjak           |
| fino a 70 kg | Chizuru Arai        | Marie Eve Gahie     | Yoko Ono Yuri Alvear                   |
| fino a 78 kg | Shori Hamada        | Guusje Steenhuis    | Marhinde Verkerk Aleksandra Babinceva  |
| oltre 78 kg  | Sarah Asahina       | Idalys Ortiz        | Larisa Cerić Kayra Sayit               |

### Squadre (miste uomini/donne)
| Oro | Argento | Bronzo |
| Giappone Chizuru Arai Sarah Asahina Hisayoshi Harasawa Soichi Hashimoto Shoichiro Mukai Kenta Nagasawa Yusei Ogawa Yoko Ono Akira Sone Momo Tamaoki Tsukasa Yoshida Arata Tatsukawa | Francia Clarisse Agbegnenou Benjamin Axus Guillaume Chaine Axel Clerget Aurélien Diesse Marie-Ève Gahié Priscilla Gneto Alexandre Iddir Cyrille Maret Anne Fatoumata M'Bairo Hélène Receveaux Audrey Tcheuméo | Russia Kamila Badurova Ksenija Čibisova Anžela Gasparjan Natal'ja Golomidova Denis Jarcev Michail Igol'nikov Chusejn Chalmurzaev Anastasija Konkina Musa Moguškov Alëna Prokopenko Inal Tasoev Kazbek Zankišiev Corea unificata An Ba-ul An Chang-rim Ahn Joon-sung Cho Gu-ham Choi In-hyuk Gwak Dong-han Han Mi-jin Jeong Hye-jin Kim Chol-gwang Kim Ji-jeong Kim Ji-su Kim Jin-a Kim Min-jong Kim Min-jeong Kwon Sun-yong Kwon You-jeong Lee Seung-su Ri Hyo-sun |